# Società Sportiva Maceratese 1922
L'A.C.D. Società Sportiva Maceratese 1922, meglio nota come Maceratese, è una società calcistica italiana con sede nella città di Macerata. Milita in Serie D, la quarta divisione del campionato italiano di calcio.
Fondata il 21 dicembre 1922 con la denominazione Unione Calcistica Maceratese a seguito della fusione di varie preesistenti società calcistiche cittadine, e che era diventata la quarta società calcistica marchigiana, dopo l'Ascoli, l'Ancona e la Sambenedettese: il risultato più prestigioso era stato costituito dalla partecipazione al campionato di Serie B 1940-1941.
I colori sociali sono il rosso e il bianco. Disputa le partite di casa allo stadio Helvia Recina-Pino Brizi.

## Storia

### Gli albori, gli anni venti e la nascita della Maceratese
Come in diverse parti d'Italia, anche a Macerata, il calcio cominciò a muovere i primi passi nell'ambito delle società ginnastiche e precisamente in quello delle gloriose Società Ginnastica Virtus e Robur Macerata. La prima fondata il 31 agosto 1904 avvia le attività calcistiche il 7 dicembre 1908; la seconda viene fondata il 26 novembre 1905 e sin da subito, tra le altre discipline, pratica, in maniera amichevole, lo sport venuto dall'Inghilterra. Il 19 marzo 1910 nasce il Football Club Universitario composto da un mix di studenti delle varie facoltà e dei licei cittadini, giocherà solo incontri amichevoli locali e si scioglierà con l'ingresso in guerra dell'Italia. Nel dicembre 1918 la società filantropica Helvia Recina, nata nel lontano 1845, apre la sezione calcistica con il nome Macerata Helvia Recina Football Club.
La prima gara ufficiale di calcio in città viene giocata il 20 maggio del 1909, quando la Virtus Macerata, con maglia rossa, affronta il Circolo Sportivo Vigor Ascoli. Ai primi del novecento il football veniva giocato all'interno dello Sferisterio questo causò alcuni problemi e le autorità decisero che le manifestazioni sportive si sarebbero tenute a Piazza dell'Armi, oggi centro della città ma all'epoca zona periferica. Successivamente, fu costruito in quella zona il Campo sportivo della Vittoria.
A cavallo della "grande guerra" si prova varie volte a creare un solo club. Il 1º maggio 1911 prende vita la Unione Sportiva Maceratese, colori il bianco e il nero. Il tentativo fallisce miseramente e, a causa di problemi finanziari e diatribe tra i diversi dirigenti, viene sciolta nel giro di due mesi senza mai scendere in campo. Con la stessa denominazione e gli stessi colori, il 7 novembre 1913 rinasce il club, il quale nel maggio dell'anno seguente partecipa al Campionato Regionale Marche, prima di dichiararsi disciolto a fine 1914. Il 7 luglio 1921 nasce il Football Club Macerata, maglia bianca e stemma cittadino in petto, è la prima squadra a giocare fuori regione: il 13 novembre pareggia 1-1 a casa dell'Ideale Bari. Anche in questo caso la vita è breve. Infatti a novembre dell'anno successivo viene dichiarato disciolto, dato che non viene riconosciuto da tutti come il tanto atteso club "unificante".
L'intento di creare un solo club cittadino non si ferma, così il 21 dicembre 1922 si riuniscono i rappresentanti delle società: Virtus (Avv. Pizzarello Avezzana, Piero Cioci); Robur (Don Torello Simonelli, Ferruccio Foresi); Macerata Helvia Recina F.C. (Avv. Nansen Cola, Rodolfo Donati, Guido Benfatti, Amedeo Pennesi, Alfredo Antolini) per dichiarare disciolte le sopracitate e costituire un'unica società: Unione Calcistica Maceratese. Il presidente nominato è l'Avv. Guido Canestri ed il colore scelto è l'azzurro, in onore del gonfalone provinciale, modificato nel 1935 quando si decide di giocare con la maglia biancorossa in omaggio al vessillo comunale.
Il 7 gennaio 1923 la squadra gioca un'amichevole contro il Libertas Rimini, imponendosi per quattro reti a zero; tale gara è la prima giocata dal sodalizio marchigiano.
Il primo campionato a cui la Maceratese prende parte la vede subito vincitrice anche se è solo un girone formato da tre realtà regionali. L'anno successivo è iscritta al campionato regionale di Seconda Divisione. Nel 1924-1925 non gioca in nessun campionato federale ma viene iscritta al posto della Vigor Senigallia in Prima Divisione dell'anno seguente.
Nel 1925-1926 partecipa quindi come ospite al campionato dove, essendo l'unica squadra marchigiana insieme all'Anconitana a prendervi parte, viene ammessa al girone semifinale della Lega Sud per diritto. Inserita in un girone che comprendeva anche Alba Roma, Bagnolese, Taranto e Palermo, la squadra arriva ultima e retrocede, con solo una vittoria giunta a tavolino per il mancato arrivo dei lontani siciliani. Questa annata, ricordata per la riforma dovuta alla Carta di Viareggio, influisce pesantemente sulle casse societarie a tal punto che il club, inattivo nella stagione successiva e costretto poi a ripartire dal campionato di Terza Divisione regionale, rischia di fallire. In questo periodo gioca solo amichevoli con il nome Erranti Sportivi Maceratesi. Nel 1927 cambia denominazione in Società Sportiva Macerata.

### Gli anni trenta
Nel 1929-1930 il Macerata prende parte di nuovo al campionato di Prima Divisione, che nel frattempo era diventato il terzo livello nazionale e viene inserita in un girone comprendente Palermo, Messina, Salernitana, Foggia, Vomero Napoli, Taranto ed altre squadre del centro-sud Italia; i primi anni trenta sono gli anni dei sentiti derby contro l'Anconitana-Bianchi ed altre realtà della regione; sono anche anni di alti e bassi sia a livello sportivo che a livello finanziario e per alcuni anni la squadra disputa i campionati regionali.
Nel 1935 la società assume la denominazione Associazione Calcio Macerata, e il bianco e il rosso vengono scelti come nuovi colori sociali. Nello stesso anno viene istituito il primo campionato di Serie C ma il club non viene invitato a parteciparvi e viene iscritto nel campionato regionale inferiore, dove arriva secondo dopo aver prevalso anche contro le corregionali Ascoli e Vis Pesaro. La promozione arriva grazie ad uno dei pochi ripescaggi della storia del club.
In questa categoria il Macerata si salva senza problemi per alcune annate, anche grazie ad allenatori di rilievo come Pál Szalay, Giovanni Borgato e l'onnipresente Giuseppe Rossetti. Nella stagione 1938-1939 la squadra, costruita dal presidente Filippo Antonelli Incalzi, domina il proprio girone vincendolo con sette punti di vantaggio sulla Civitavecchiese. I problemi per la squadra biancorossa sorgono nelle fasi finali quando viene inserita in un minigirone comprendente la MATER di Roma, Catania e Molinella; proprio quest'ultima vincerà lo scontro decisivo, al Littoriale di Bologna, conquistando la Serie B a danno del Macerata.
Tuttavia, la promozione in serie cadetta sarà conquistata l'anno successivo. I biancorossi acquistano l'allenatore-giocatore Gino Rossetti, ex bomber del Torino e della Nazionale, vincono ancora una volta il proprio girone, con quattro punti di vantaggio sull'inseguitrice Rimini. Le fasi finali iniziano con la sconfitta contro il Vicenza; seguiranno le vittorie contro Varese e MATER, allenata da Fulvio Bernardini.
Nella stessa stagione, gli uomini di Rossetti arrivano fino agli ottavi di Coppa Italia: dopo aver sconfitto Sambenedettese, Fano, Pescara, Pisa e Vicenza, il 7 aprile la Lazio di Silvio Piola ferma il cammino dei marchigiani.

### Gli anni quaranta
Nel campionato 1940-1941, il Macerata partecipa alla Serie B con una squadra quasi interamente formata da giocatori locali, retrocedendo. La rosa guidata, sia in campo che in panchina, sempre da Gino Rossetti era composta da: Baldoni, Belelli, Bruscantini, Cartoni, Del Fava, Giacomozzi, Milli, Palmieri, Morlupi, Pierluigi, Piscopello, Querci, i fratelli Sfrappini, Tombesi, Traù, Trillini, Valli, Vecchietti e Volpi. Nonostante la retrocessione il Macerata riesce a cogliere alcuni risultati degni di nota: si ricordano le vittorie casalinghe su Verona e Liguria, che successivamente vincerà il campionato.
Nelle due stagioni successive i biancorossi disputano campionati di Serie C privi di grandi ambizioni. Il calcio nel frattempo, si ferma a causa della seconda guerra mondiale.
Alla fine della guerra ricominciano i campionati; la Serie C viene divisa in due leghe: Alta Italia e Centro-Sud, con diciotto gironi in totale. La società viene iscritta in un girone gestito dalla Lega Centro-Sud con la nuova denominazione di Società Sportiva Maceratese, cogliendo una sofferta salvezza.

La Maceratese 1946-1947, vincitrice del campionato di Serie C.

La stagione successiva è quella del primo derby vinto contro la Civitanovese: i maceratesi si impongono per tre reti a zero. La squadra, allenata dal friulano Dal Pont, vince il proprio girone con un punto di vantaggio sulla Sambenedettese, conquistando il diritto di partecipare alle fasi finali. Qui è inserita in un mini girone composto da Centese, Gubbio, Grosseto, Massese e Civita Castellana. I biancorossi arrivano a giocarsi tutto contro i maremmani. Nonostante ai marchigiani basti un pari, subiscono dieci reti dal Grosseto, incappando in quella che ancora oggi è la peggior debacle della storia della società.
La stagione successiva inizia con una prima riforma dei campionati che porta la Serie C ad essere composta da quattro gironi. Solo le prime tre o quattro dei gironi vengono iscritte in Serie C per l'annata successiva, mentre tutte le altre retrocedono in quarta serie. La Maceratese vince il girone ancora una volta davanti alla Sambenedettese, ed entrambe vengono iscritte in terza serie. Nei campionati successivi, cioè 1948-1949 e 1949-1950, la squadra si piazza entrambe le volte quinta in campionati che vedono vincitori prima il Prato e poi l'Ancona.

### Gli anni cinquanta
Nella stagione 1950-1951 la Maceratese partecipa alla Serie C e viene inserita nel girone centrale insieme ad alcune squadre come il Cagliari, il Siena, l'Arezzo, il Perugia ed altre importanti società calcistiche del centro Italia; i biancorossi terminano sesti a più di dieci punti dalla capolista Piombino.
La stagione 1951-1952 è quella di un'altra riforma dei campionati (che porterà la Serie C a girone unico); in un girone da 18 squadre ne retrocedono in IV Serie ben 14 tra cui i biancorossi che in quella stagione scesero in campo con una squadra non all'altezza della categoria e infatti terminarono ultimi con appena 11 punti. Nel giro di pochi anni la Maceratese, colpita anche da una crisi finanziaria, retrocede ben tre volte andando a finire in Prima Divisione nella stagione 1955-1956. Dopo oltre 20 anni la Maceratese torna a giocare contro squadre rionali o poco più, squadre che il club di palazzo de Vico non aveva mai incontrato se non agli albori della sua storia.
Nelle stagioni successive la squadra del neo presidente, il Senatore Elio Ballesi vince i campionati fino a ritrovarsi in IV Serie nella stagione 1958-59 dove gareggia contro squadre del suo calibro come l'Ascoli, il Teramo, la tanto odiata Civitanovese e molte squadre pugliesi, abruzzesi, molisane e addirittura lucane; la squadra biancorossa da "matricola terribile" vince il campionato per un punto di vantaggio e, dopo anni di assenza, ritorna a disputare la Serie C. In questa stagione risultò fondamentale il bottino di punti realizzato al Della Vittoria un vero catino, sempre traboccante di spettatori (l'impianto ne poteva contenere circa 5 000) e infatti in questi anni si comincia a pensare ad un nuovo impianto, che verrà realizzato nel decennio successivo nella zona dell'ex mattatoio comunale.
Da ricordare l'importante iniziativa presa dalla nuova dirigenza di creare, nei locali sottostanti palazzo De Vico (in pieno centro), la Sportiva cioè un circolo che legava a livello sociale la Maceratese alla popolazione cittadina. I soci della Sportiva partecipavano con delle quote ad una piccola parte del capitale sociale della società; in pratica era una specie di azionariato popolare.

### Gli anni sessanta
Nel 1959-1960 i biancorossi neopromossi retrocedono subito nonostante tra le sue file ci sia Pino Brizi, un giocatore che nella sua carriera ha indossato la maglia dei viola e quella Azzurra. I "pistacoppi" tornano nella Serie C unica nel 1963-1964 (dopo che nella stagione precedente avevano vinto il girone E della Serie D battendo per un punto i concorrenti Brindisi e Barletta) dove disputano un campionato da metà classifica in un girone per loro inusuale come quello del Sud dove ci sono squadre come la Salernitana, il Lecce, il Pescara, il Siracusa e la Reggina.
La squadra di Macerata è saldamente nella categoria che le compete e dopo due stagioni giocate a buoni livelli la dirigenza di palazzo De Vico prova il colpaccio. Da segnalare la bella vittoria a metà anni '60 del Campionato De Martino per squadre di Serie C.
In questi anni l'amministrazione comunale costruisce il nuovo stadio che prenderà il nome di Helvia Recina e che viene inaugurato contro la Ternana; il nome viene ripreso da Helvia Recina cioè l'antica colonia romana che sorgeva nell'odierna Villa Potenza, frazione di Macerata.
Nella stagione 1966-1967 la Maceratese forma una squadra che possa lottare per la serie B; nella rosa i marchigiani hanno Dugini e Turchetto, attorno a loro ci sono Alessandrini, Prenna, Rega, Ferretti, Capponi, Morbidoni, Feresin, Del Negro, Berti, Mazzanti ed altri ancora. La squadra allenata da Antonio Giammarinaro vince varie partite e a metà stagione è Campione d'Inverno con tre punti di vantaggio sul Perugia. Nel girone di ritorno la squadra comincia a perdere qualche incontro, rimanendo comunque prima.
Il 5 marzo 1967, al Santa Giuliana di Perugia si gioca lo scontro diretto. La squadra perde 3-1 e viene sorpassata proprio dal grifo. Questa la squadra che scese in campo: Gennari, Feresin, Prenna, Rega, Marchi, Berti, Vicino, Turchetto, Mazzanti, Dugini - All. Giammarinaro.  Nonostante ciò la Maceratese prosegue il suo cammino testa a testa con gli umbri, anche grazie ad un lieve calo di quest'ultimi. Alla 30ª giornata i biancorossi potrebbero tornare in vetta ma perdono l'unica gara interna contro lo Spezia per 1a2. La domenica successiva perdono nuovamente, questa volta in terra toscana, contro la Carrarese per 2a0. Questa sconfitta segna definitivamente la fine del sogno. Il campionato si conclude con il secondo posto ad un punto di discstacco dal Perugia che vola in B.
La dirigenza a fine stagione smobilita in parte la squadra: Dugini e Turchetto vengono venduti proprio al Perugia, e in panchina chiama Guido Capello. Il club da vita ad una battaglia, per la promozione in Serie B, con Cesena (che poi verrà promosso) ed Arezzo. Alla 9° di ritorno gli uomini in biancorosso vanno a vincere lo scontro diretto in toscana per 0-2. La giornata successiva impattano per 0-0 con il Cesena all'Helvia Recina gremito da oltre 10mila spettatori. La Maceratese è prima e viaggia a gonfie vele. L'esaltante cammino però si arresta e nelle ultime dieci giornate arrivano soltanto pareggi o sconfitte, ad eccezione della vittoria contro la Pistoiese. Il campionato si conclude con il 7º posto.
L'insuccesso, delle due stagioni, segna una svolta in senso negativo. Fino a questo momento la società Maceratese era una delle quattro società calcistiche marchigiane più gloriose insieme all'Ascoli, all'Ancona e alla Sambenedettese. Da qui in poi le altre tre prenderanno strade e approderanno in categorie ben differenti dalla Maceratese.
Nella stagione 1968-1969 c'è da segnalare una squalifica del campo che porta i biancorossi a giocare le partite casalinghe lontano da Macerata che non riescono a centrare la salvezza. La squalifica fu determinata da un'invasione di campo da parte dei tifosi biancorossi nella partita giocata contro la Massese e terminata con una sconfitta; ne fecero le spese il Presidente Ballesi duramente contestato, il dirigente Tomassini ferito alla bocca, l'arbitro picchiato dentro gli spogliatoi e un agente dei carabinieri colpito da una mattonata al volto. Le cronache di allora parlano di oltre due ore di assedio terminato con il direttore di gara che fugge dallo stadio travestito da carabiniere.
La stagione successiva la squadra torna a giocare all'Helvia Recina e domina il proprio girone di Serie D con 9 punti di vantaggio sulla seconda, il Forlì, a testimoniare che la squalifica della stagione precedente era stata fondamentale per la retrocessione.

### Gli anni settanta
La Maceratese rimane in Serie C fino al 1972-1973 quando retrocede dal girone B. Nel 1970-1971 nel girone B della Serie C fu inserito anche il Genoa; il "grifone", allenato da Arturo Silvestri e come presidente il commendatore Accorsi Amedeo, vinse il campionato ma si dovette chinare all'Helvia Recina per 2-0 contro i biancorossi. La Maceratese terminò quella stagione a metà classifica.
Dal 1973 in poi iniziano anni di oblio che vedono i biancorossi continuamente in serie D a metà classifica e addirittura in tre stagioni consecutive dal 1975 al 1978 il club si salva dalla retrocessione in Promozione con un punto di vantaggio. Nonostante ciò la società in questi anni sforna Dino Pagliari, che verrà ceduto alla Fiorentina, e Nello Malizia. Le uniche soddisfazioni in questi anni arrivarono dai derby vinti o pareggiati all'Helvia Recina contro la Civitanovese. 

La Maceratese 1976-1977.

Alla fine degli anni '70 la Maceratese inizia a valorizzare i giovani del vivaio come Giovanni Pagliari (fratello di Dino) e Moreno Morbiducci. I risultati si cominciano a vedere nella stagione 1978-1979 dove la squadra arrivò a metà classifica gettando le basi per la stagione successiva dove in panchina viene chiamato Pino Brizi che riuscirà a riportare il club in Serie C.

### Gli anni ottanta
Gli anni '80 cominciano con la vittoria del girone C nella stagione 1979-1980 e la conseguente promozione in Serie C2 (categoria appena nata). Nella stagione successiva il presidente senator Tambroni, l'Avv. Nascimbeni e Tonino Seri formano una squadra che non viene promossa in serie C1 e che conclude in terza posizione dietro il Padova la Civitanovese. Ancora una volta la Maceratese si deve arrendere in uno scontro diretto giocato all'Appiani di Padova e finito 3-2 per i padroni di casa che salgono di categoria.

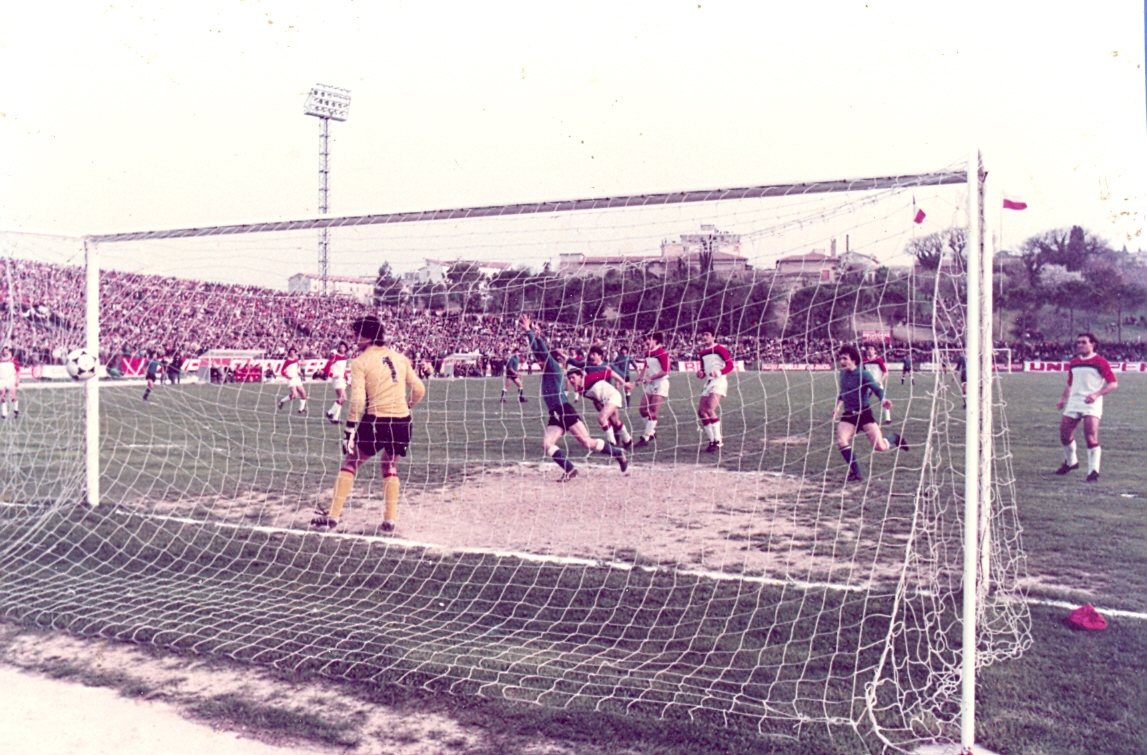
Maceratese vs Civitanovese 1-0, il gol di Moreno Morbiducci

Nonostante questo la stagione è ricordata in città come quella dei "gemelli del goal" cioè Pagliari-Morbiducci e poi questa è l'annata del record di spettatori: 5 aprile 1981 all'Helvia Recina arriva la Civitanovese fino a quel momento imbattuta; due ore prima della gara allo stadio ci sono circa 7.000 spettatori al fischio d'inizio le persone sono 10.700. La partita per la cronaca finisce 1-0 per i biancorossi con gol di Moreno Morbiducci.
Nella seconda metà degli anni '80 la squadra si stabilisce regolarmente in serie C2 con la politica di valorizzare i giovani del territorio come Alessandro Porro, Carlo Troscè e Paolo Siroti.
Nella stagione 1985-1986 la Maceratese viene inserita nel girone C. La squadra arriva terza dietro al Teramo e al Martina Franca. Da ricordare che nel corso della stagione si mette particolarmente in luce l'aitante difensore Paolo Agabitini che a fine stagione passerà all'Ascoli in Serie A.
Finita la stagione la società entra in una crisi finanziaria che la porta a tre retrocessioni consecutive e alla mancata iscrizione al campionato di Prima Categoria perché oberata dai debiti e quindi esclusa dalla F.I.G.C.. La squadra viene iscritta con il nome Società Sportiva Maceratese 1989 in Terza Categoria.

### Gli anni novanta
Nei primi anni '90 la Maceratese è nel più basso gradino del calcio nazionale (vince terza e seconda categoria di seguito), mentre un'altra società cittadina, il Macerata Calcio, è in Promozione.
Nel 1991 le due società cittadine più importanti si fondono formando l'A.C. Nuova Maceratese che viene iscritta all'Eccellenza Regionale (categoria appena istituita). Campionato vinto battendo la concorrenza di Osimana e Monturanese, vincendo all'ultima giornata a Cerreto d'Esi. La stagione successiva vede la Maceratese in serie D. La società presieduta da Maurizio Mosca rinforza la squadra in ogni reparto con acquisti mirati come Francesco Musarra (ex Fermana), Valerio Alesi (ex Ascoli, Stefano Strappa e il bomber Roberto Chiodi. Il Presidente inoltre acquista Borislav Cvetković ex Stella Rossa con cui era diventato capocannoniere della Coppa dei Campioni nella stagione 1986-87 con sette reti ed ex Ascoli.
La squadra parte con 7 pareggi consecutivi. Il 23 marzo 1993 c'è lo scontro diretto all'Helvia Recina con la capolista Forlì. La squadra perde 1-0., ma nonostante questo la Maceratese prosegue il campionato con 6 vittorie consecutive e viene promossa in Serie C2.
Il derby d'andata della stagione 1993-1994 finisce 1-0 con gol di Alessandro Cocchi. In questa stagione la Maceratese raggiunge la salvezza nelle ultime giornate, mentre la Civitanovese retrocede.
L'anno successivo viene creata una squadra con Marcello Campolonghi come punta e in panchina viene chiamato Valdinoci (ex allenatore dell'Atalanta in serie A; la squadra retrocede dopo i play-out contro il Cecina.
Mosca rifonda la squadra portando a Macerata Stefano Colantuono, Giuseppe De Amicis, Giuseppe Carillo, Sergio Spuri (secondo di Garella nella scudettata Hellas Verona) e in panchina promuove Giovanni Pagliari, fino in quel momento allenatore degli allievi. In questa stagione i biancorossi vincono il campionato e anche il derby contro la Civitanovese, sia in casa che sul neutro di Senigallia. La Serie C2 è di nuovo realtà.
La stagione 1996-1997 la società passa da Maurizio Mosca a Stefano Monachesi, che punta alla Serie B in tre anni. Il girone B comincia con un pareggio all'Helvia Recina contro la Triestina; la domenica successiva i biancorossi vincono a Rimini e a metà stagione sono secondi dietro alle fere. All'ultima giornata di andata arriva la sconfitta contro l'Iperzola e il conseguente esonero di Pagliari sostituito da Bruno Nobili anch'egli ex giocatore biancorosso. Nel girone di ritorno la Maceratese batte il Livorno all'Ardenza per 2-1 e si ripete anche contro la Ternana in casa per 3-2 con un gol del terzino Naccarella e chiude il campionato in terza posizione dietro a Ternana e Livorno. In semifinale play-off la Maceratese pareggia in trasferta e batte l'Arezzo in casa per 1-0.
Nel giugno del 1997 la Maceratese perde 3-0 e lascia andare il Livorno in Serie C1.
Nella stagione successiva il presidente Monachesi investe molto e acquista giocatori come D'Isidoro e Zanin e riesce a trattenere il capitano Stefano Colantuono, Carlo Valentini e Giuseppe Carillo. Sul campo, la squadra arriva a metà classifica. Seguono anni altalenanti.
Nella stagione 1999-2000 la squadra, che in rosa aveva Gabriele Graziani, ceduto a metà annata, a gennaio è in zona play-off; successivamente alla sconfitta 4-0 subita a Rimini i biancorossi perdono posizioni e concludono il campionato in zona salvezza. Da ricordare la vittoria della Coppa Regionale-Nazionale, competizione facente parte del Campionato Allievi Nazionali, in cui partecipavano le società di Serie C ed alcune di Serie A e Serie B, avvenuta nella stagione 1998-1999.

### Gli anni duemila
Nella stagione 2000-2001 retrocede in serie D dopo aver perso per 4-0 i play-out a Faenza.
Nelle stagioni successive arrivano a Macerata molti presidenti e altrettante dirigenze, che non portano continuità all'ambiente calcistico. Nella stagione 2002-2003 la squadra, con la nuova denominazione Associazione Calcio Maceratese, retrocede in Eccellenza dopo uno spareggio perso: questa volta a battere i biancorossi sono i laziali del Guidonia. Il club viene ripescato per la prima volta nella sua storia ma a fine stagione 2003-2004 la squadra retrocede di nuovo dopo uno spareggio play-out a Ladispoli, in cui la Maceratese perde per 0-1. Tuttavia, il 27 gennaio 2002 il derby si conclude con il risultato di Civitanovese-Maceratese 0-3. Gaetano Malavolta successivamente rifonda completamente la squadra mettendo a disposizione dell'allenatore-giocatore Francesco Nocera giocatori come: Giuseppe Castiglione (ex Avellino, Palermo ed altre squadre di serie B e di serie C), Ante Pesic e il mediano-Roberto Vagnoni che concluse la stagione con 18 goal di cui 17 su punizione. In una sola stagione il nuovo presidente riporta la squadra dall'Eccellenza alla serie D, la partita decisiva è ancora una volta il derby per 1-0, con rete di Guido Crocetti.
A fine stagione Malavolta rimane a Macerata e crea, insieme al socio di minoranza Andrea Barcaglioni, una squadra che conclude 3ª in campionato uscendo al primo turno play-off contro il Tolentino.
In estate la società torna in mano ad un maceratese; infatti Andrea Barcaglioni compra le quote di Malavolta.
Le stagioni 2006-2007 e 2007-2008 sono la fotocopia di due anonimi campionati con il club che si salva solo nelle battute finali.
Al termine della stagione arriva l'ennesimo cambio di dirigenza; infatti il 27 maggio 2008 viene reso noto che il 98% delle quote in possesso di Andrea Barcaglioni sono cedute in blocco al nuovo proprietario della Maceratese, Umberto Ulissi, imprenditore edile. A metà giugno vengono presi Giorgio Carrer come D.S. e Pasquale Minuti come nuovo trainer. Per ciò che riguarda il campo, nella stagione 2008-2009, la squadra conclude penultima retrocendo in Eccellenza. A maggio 2009 arriva l'ufficializzazione del fallimento della società. Grazie alla FIGC, la Fulgor Maceratese 1922 eredita la rosa della società fallita.

### Gli anni duemiladieci
Dopo due stagioni segnate da scarsi risultati, Paci passa la guida societaria a Maria Francesca Tardella, che cambia la denominazione sociale in Società Sportiva Maceratese, ingaggiando inoltre il ds Cicchi e l'allenatore Guido Di Fabio, che si occupano di rifondare la rosa. La stagione si conclude con la promozione in Serie D.
Nel massimo campionato dilettantistico la Maceratese viene inserita nel girone F, insieme tra l'altro ad Ancona e Sambenedettese, chiudendo infine al 4º posto in classifica. Tra i giocatori che si mettono più in luce si segnalano l'attaccante Federico Melchiorri (poi passato al Padova in Serie B) e il portiere Riccardo Marani (ceduto al Taranto).
La stagione 2013-2014 si conclude con un altro quarto posto e l'eliminazione al primo turno play-off contro il Termoli. Nell'annata seguente la Maceratese, guidata dal tecnico Magi, si laurea campione d'inverno del proprio girone davanti alla Civitanovese, battuta in entrambi gli scontri diretti. Anche nel girone di ritorno il cammino della società biancorossa prosegue senza sconfitte e sempre al comando della classifica, col raggiungimento della matematica promozione in Lega Pro alla penultima giornata grazie alla vittoria per 1-0 sull'Olympia Agnonese. La Maceratese chiude il campionato con soli 22 gol subiti che ne fanno la squadra meno perforata dei primi cinque campionati italiani.
L'imbattibilità interna (che durava dal 23 marzo 2014, a seguito della sconfitta contro l'Ancona per 1-4) si conclude l'8 maggio 2016 allorché il Santarcangelo passa all'Helvia Recina per 1-3.
La stagione 2015-2016 si conclude con uno storico terzo posto e l'accesso ai play-off promozione, ove la Maceratese verrà eliminata dal Pisa.
La stagione 2016-2017 vede i biancorossi debuttare in Coppa Italia, venendo eliminati al secondo turno a seguito della sconfitta per 2-3 contro il Carpi. I biancorossi guidati dall'ex-Milan e Perugia Federico Giunti si salvano evitando i play-out, ma in estate la società non si iscrive alla nuova Serie C 2017-2018 venendo esclusa per il troppo debito accumulato e per le mancate risorse economiche.
Il 19 giugno 2018 nasce l'HR Maceratese la quale riprende i colori e il blasone della vecchia Maceratese e viene iscritta al campionato di Promozione Marche al posto dell'altra società cittadina, Helvia Recina. A giugno del 2019 riprende la denominazione Società Sportiva Maceratese 1922.
Nella stagione 2021-2022 i biancorossi riescono ad ottenere il ritorno in Eccellenza grazie a un memorabile finale di stagione: in seguito alla prima storica sconfitta interna in un derby contro la Civitanovese, la Maceratese si ritrova distanziata di 14 lunghezze dal Chiesanuova capolista. Tuttavia nelle rimanenti 11 partite verranno conseguite altrettante vittorie che permetteranno di operare il sorpasso in vetta al penultimo turno e di ottenere la promozione nell'ultima giornata di campionato.
Dopo tre stagioni in Eccellenza la Maceratese torna a giocare un campionato nazionale, vincendo lo spareggio giocato contro il K Sport Montecchio Gallo dopo un testa a testa durato per tutto il campionato, concluso con entrambe le compagini a 59 punti. Davanti ad oltre 3000 maceratesi la squadra allenata da mister Possanzini vince ai rigori e torna in Serie D

## Colori e simboli

### Colori
I primi colori del sodalizio furono azzurro e bianco in omaggio al vessillo provinciale, ma dal 1935 in poi verranno assunti quelli del gonfalone comunale e cioè il bianco e il rosso. La divisa utilizzata dalla squadra è tradizionalmente costituita da una maglia a strisce verticali biancorosse abbinata a pantaloncini bianchi e calzettoni rossi, tale maglia venne utilizzata la prima volta nel settembre 1928 in un'amichevole contro l'Adriatica Porto Recanati. Negli anni 30'e 40' la divisa fu il più delle volte totalmente rossa. 

Nel corso degli anni si sono succedute varie divise ma più o meno tutte sono rimaste fedeli alla "tradizionale". Per molti anni la seconda maglia è stata di colore azzurro, in omaggio ai primi colori sociali, mentre nell'ultimo decennio si è utilizzata principalmente o una divisa completamente rossa o una completamente nera.
| Gli inizi | Tradizionale | 1935-1945 | anni '60 | 1972-73 | Anni '70 | Fine anni '80 | Anni '90 |

### Simboli ufficiali

#### Stemma
Come simbolo la società ha sempre assunto quello comunale formato da due croci e due macine sormontate da una corona. Gli unici anni in cui vi fu uno stemma diverso sono da annoverare negli anni in cui la denominazione del club fu Nuova Maceratese e lo stemma rappresentò due colline che si incrociavano. A partire dal nuovo millennio lo stemma prevede invece un esplicito richiamo al simbolo araldico comunale di Macerata.

#### Inno
L'inno della Maceratese si chiama Vai Maceratese ed è cantato da Guerino.

## Strutture

### Stadio

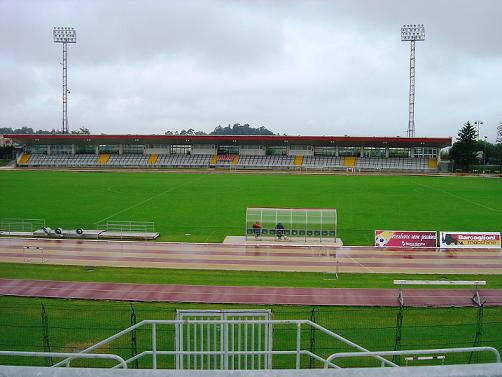
Lo stadio Helvia Recina-Giuseppe Brizi

La squadra gioca le partite casalinghe allo stadio Helvia Recina-Giuseppe Brizi, la cui capienza complessiva è di 9.000 posti circa. Il record di spettatori in una singola partita è di 12.900 presenze registrate il 5 aprile 1981 per Maceratese-Civitanovese, valevole per il campionato di C2 girone B della stagione 1980-1981. La partita terminò 1-0 con gol di Moreno Morbiducci.
L'8 giugno 2010 si disputa all'Helvia Recina la finale del Campionato Primavera tra le formazioni del Genoa e dell'Empoli, vinta dalla compagine ligure per 2-1. I settori aperti dello stadio (tutti meno la curva) vengono riempiti totalmente dal pubblico, che fa registrare il "tutto esaurito". L'evento viene ripreso in diretta e trasmesso dall'emittente televisiva Sky, che utilizza cinque telecamere puntate sul terreno di gioco.

### Centro di allenamento
La Maceratese si allena il più delle volte all'interno dello stesso Helvia Recina-Giuseppe Brizi. La società dal 2011 al 2017 ha avuto in gestione il centro sportivo Collevario "Tonino Seri" (sito nell'omonimo quartiere cittadino e che prende il nome da un ex dirigente ed allenatore del club) composto da due campi in sintetico, da una struttura con vari spogliatoi e da un piccolo punto ristoro, il cui utilizzo era destinato soprattutto alle giovanili. Dal 2018 in poi, la prima squadra si allena all'Helvia Recina mentre le sue giovanili utilizzano l'impianto della frazione di Villa Potenza.

### Sedi sociali
- 1922-1927: Via Vittorio Emanuele II, 30 (attuale Via Antonio Gramsci)
- 1927-1945: Viale della Santa Croce, 4 - (attuale Viale Martiri della Libertà) - Stadio Della Vittoria
- 1945-1989: Piazza Cesare Battisti, 1 - Palazzo De Vico
- 1989-2001: Viale Indipendenza, 8
- 2001-2006: Via Dei Velini, 26 - Stadio Helvia Recina
- 2006-2009: Via Dei Velini, 50
- 2009-2011: Viale Martiri della Libertà, 4 - Stadio della Vittoria
- 2011-2017: Via Giovanni Verga, 52 - Campo Tonino Seri (Collevario)
- 2018- sede attuale: Via Dei Velini, 26 - Stadio Helvia Recina-Giuseppe Brizi

## Società

### Organigramma societario
- Alberto Crocioni - Presidente
- Giovanni Idone - Vicepresidente
- Stefano Serangeli - Direttore Generale
- Nicolò De Cesare - Direttore Sportivo
- Stefano Cento - Team Manager
- Enrico Silveri, Nazareno Illuminati - Dirigenti collaboratori
- Daniel Sgariglia - Responsabile amministrativo-segretario
- Benedetto Verdenelli - Addetto stampa e sito internet
- Marco Pacetti - Responsabile stadio Helvia Recina-Pino Brizi
- Marisa Vecchi e Maurizio Salvatori - Responsabile stadio Villa Potenza
- Lamberto Baioni - Responsabile stadio Della Vittoria-Campo dei Pini

### Sponsor
| Cronologia degli sponsor tecnici - 1982-1989 Puma - 1990-1993 Bulli e Pupe - 1993-1998 Urbis - 1998-2001 Galex - 2001-2011 Legea - 2011-2014 Sportika - 2014-2015 Erreà - 2015-2017 Sportika - 2018-2025 Macron - 2025- Acerbis | Cronologia degli sponsor ufficiali - 1982-1984 InnoHit - 1984-1989 Stacchietti - 1990-1992 Bulli e Pupe - 1992-1993 Gazzetta di Macerata - 1993-1998 Urbis - 1998-1999 Sira Cucine - 1999-2001 Tombolini Abbigliamento - 2001-2011 Banca Marche - 2011-2013 Bess Italia - 2013-2014 Banca Mediolanum - 2014-2017 Gobid.it - 2018- Fertitecnica Colfiorito |

## Allenatori e presidenti
- 1922-1927  Giacomo Cioci
- 1927-1928  Arturo Defendi
- 1928-1929  Charles De Seègner
- 1929-1932  Giuseppe Rossetti - Direttore Tecnico Giuliano Romincasa
- 1932-1934  Giacomo Cioci
- 1934-1935  Pál Szalay
- 1935-1938  Giovanni Borgato
- 1938-1939  Giuseppe Rossetti
- 1939-1941  Gino Rossetti
- 1941-1942  Giuseppe Rossetti
- 1942-1943  Pietro Piselli
- 1943-1945 Inattiva
- 1945-1946  Gino Spadoni
- 1946-1947  Ferdinando Dal Pont
- 1947-1948  Francesco Caiti
- 1948-1949  Giuseppe Rossetti
- 1949-1950  José Compagnucci
- 1950-1951  Silvio Di Gennaro
- 1951-1952  Francesco Mazzoleni
- 1952-1953  Ferdinando Dal Pont
 Lepanto Pesciaioli
- 1953-1955  Italo Melonaro
- 1955-1957  Ugo Starace
- 1957-1958  Euro Giannini
- 1958-1959  Guglielmo Giovannini
- 1959-1960  Valeriano Ottino
 Francesco Mazzoleni
- 1960-1961  Vinicio Viani
- 1961-1962  Vinicio Viani
 Pietro Castignani
- 1962-1964  Pietro Castignani
- 1964-1965  Vincenzo Monaldi
- 1965-1966  Pietro Castignani
- 1966-1967  Antonio Giammarinaro
- 1967-1968  Guido Capello
- 1968-1969  Guido Capello
 Tonino Seri
 Sergio Morresi
- 1969-1971  Antonio Giammarinaro
- 1971-1972  Renato Piacentini
 Volturno Diotallevi
- 1972-1973  Adelmo Capelli
- 1973-1976  Sergio Carpanesi
- 1976-1977  Giuseppe Matassoni
- 1977-1978  Pietro Camozzi
 Tonino Seri e  Alberto Prenna
- 1978-1979  Marco Bozzi
 Alberto Prenna
- 1979-1981  Giuseppe Brizi
- 1981-1982  Alberto Prenna
- 1982-1983  Marco Bozzi
 Tonino Seri e  Alberto Prenna
- 1983-1984  Giuseppe Brizi
- 1984-1986  Gianni Balugani
- 1986-1988  Alberto Prenna
- 1988-1989  Aurelio Bufalari
- 1989-1991  Michele Morra
- 1991-1993  Massimo Silva
- 1993-1994  Massimo Silva
 Antonio Logozzo
- 1994-1995  Andrea Valdinoci
 Carlo Ripari
- 1995-1996  Giovanni Pagliari
- 1996-1997  Giovanni Pagliari
 Bruno Nobili
- 1997-1998  Bruno Nobili
 Gianni Balugani
- 1998-2000  Dino Pagliari
- 2000-2001  Marco Alessandrini
 Salvatore Di Somma
- 2001-2002  Antonio Ceccarini
 Sauro Trillini
- 2002-2003  Stefano Senigalliesi
 Sergio Pulcini
- 2003-2004  Sergio Pulcini
 Roberto Lorenzini
- 2004-2006  Francesco Nocera
- 2006-2007  Nello Viti
 Salvatore Fusco
- 2007-2008  Salvatore Fusco
 Daniele Amaolo
- 2008-2009  Pasquale Minuti
- 2009-2010  Alessandro Porro
 Francesco Nocera
- 2010-2011  Gilberto Pierantoni
 Sandro Sabbatini
 Gilberto Pierantoni
- 2011-2013  Guido Di Fabio
- 2013-2014  Guido Di Fabio
 Massimiliano Favo
 Guido Di Fabio
- 2014-2015  Giuseppe Magi
- 2015-2016  Cristian Bucchi
- 2016-2017  Federico Giunti
- 2017-2018 Inattiva
- 2018-2019  Francesco Moriconi
- 2019-2020  Daniele Marinelli
 Francesco Nocera
- 2020-2021  Francesco Nocera
- 2021-2022  Francesco Nocera
 Sauro Trillini
- 2022-2023  Sauro Trillini
 Peppino Amadio
- 2023-2024  Roberto Lattanzi
 Dino Pagliari
 Pieralvise Ruani
- 2024-  Matteo Possanzini

- 1922-1926  Guido Canestri
- 1927-1937  Nansen Cola
- 1937-1939  Umberto Giusti
- 1939-1941  Conte Filippo Antonelli Incalzi
- 1941-1942  Duilio Palombi
- 1942-1943  Alessandro Sforzini (comm. straor.)
- 1943-1945 Inattivo
- 1945-1948  Aldo Moretti
- 1948-1949  Nansen Cola
- 1949-1951  Luigi Pianesi
- 1951-1952  Vincenzo Pacente (comm. straor.)
- 1952-1955  Aldo Moretti
- 1955-1957  Umberto Andreoni
- 1957-1971  Elio Ballesi
- 1971-1973 Comitato di reggenza guidato dal Sindaco  Giuseppe Sposetti
- 1973-1987  Rodolfo Tambroni
- 1987-1989  Franco Moressi
- 1989-1991  Giovanni Faggiolati
- 1991-1996  Maurizio Mosca
- 1996-2001  Stefano Monachesi
- 2001-2002  Mario Bonsignore
- 2002-2004  Gianni Rovelli
- 2004-2006  Gaetano Malavolta
- 2006-2008  Andrea Barcaglioni
- 2008-2009  Umberto Ulissi
- 2009-2011  Massimo Paci
- 2011-2016  Maria Francesca Tardella
- 2016-2017  Filippo Spalletta
 Claudio Liotti
 Carlo Crucianelli
- 2017-2018 Inattiva
- 2018-  Alberto Crocioni

## Palmarès

### Competizioni interregionali
- Serie C: 4

1938-1939 (girone F), 1939-1940 (girone F), 1946-1947 (girone F), 1947-1948 (girone Q)
- Campionato Interregionale: 1

1958-1959 (girone G)
- Serie D: 4

1962-1963 (girone E), 1969-1970 (girone D), 1979-1980 (girone C), 2014-2015 (girone F)
- Campionato Nazionale Dilettanti: 2

1992-1993 (girone E), 1995-1996 (girone F)

### Competizioni regionali
- Seconda Divisione: 1

1922-1923
- Eccellenza: 4

1991-1992, 2004-2005, 2011-2012, 2024-2025
- Promozione: 1

2021-2022
- Campionato Dilettanti: 1

1957-1958
- Prima Divisione: 1

1955-1956 (girone A)
- Seconda Categoria: 1

1990-1991 (girone D)
- Coppa Italia Dilettanti Marche: 1

1991-1992

### Competizioni provinciali
- Terza Categoria: 1

1989-1990

### Competizioni giovanili
- Campionato De Martino: 1

1965-1966 (Serie C)
- Coppa Allievi professionisti:1

1998-1999

### Altri piazzamenti
- Serie C:

Secondo posto: 1966-1967 (girone B)
Terzo posto: 1937-1938 (girone D)
- Lega Pro:

Terzo posto: 2015-2016 (girone B)
- Serie C2:

Terzo posto: 1980-1981 (girone B), 1985-1986 (girone C), 1996-1997 (girone B)
- Serie D:

Terzo posto: 1960-1961 (girone E), 2005-2006 (girone F)
- Promozione:

Terzo posto: 1953-1954
- Prima Divisione:

Secondo posto: 1925-1926, 1935-1936
- Seconda Divisione:

Terzo posto: 1923-1924
- Campionato italiano di terza divisione:

1932-1933 (girone B)
- Scudetto Serie D:

Semifinalista: 2014-2015
- Coppa Italia Dilettanti:

Semifinalista: 1991-1992 (finalista della Fase Eccellenza)

## Statistiche e record

### Partecipazione ai campionati

#### Campionati nazionali
| Livello | Categoria                       | Partecipazioni | Debutto   | Ultima stagione | Totale |
| ------- | ------------------------------- | -------------- | --------- | --------------- | ------ |
| 2º      | Serie B                         | 1              | 1940-1941 | 1940-1941       | 1      |
| 3º      | Prima Divisione                 | 4              | 1928-1929 | 1931-1932       | 29     |
| 3º      | Serie C Centro-Sud              | 1              | 1945-1946 | 1945-1946       | 29     |
| 3º      | Serie C                         | 22             | 1936-1937 | 1972-1973       | 29     |
| 3º      | Lega Pro                        | 2              | 2015-2016 | 2016-2017       | 29     |
| 4º      | Seconda Divisione               | 3              | 1933-1934 | 1935-1936       | 30     |
| 4º      | IV Serie                        | 1              | 1952-1953 | 1952-1953       | 30     |
| 4º      | Campionato Interregionale       | 1              | 1958-1959 | 1958-1959       | 30     |
| 4º      | Serie D                         | 11             | 1960-1961 | 2025-2026       | 30     |
| 4º      | Serie C2                        | 14             | 1980-1981 | 2000-2001       | 30     |
| 5º      | Serie D                         | 11             | 1978-1979 | 2013-2014       | 15     |
| 5º      | Campionato Interregionale       | 1              | 1987-1988 | 1987-1988       | 15     |
| 5º      | Campionato Nazionale Dilettanti | 3              | 1957-1958 | 1995-1996       | 15     |

#### Campionati regionali
| Livello | Categoria         | Partecipazioni | Debutto   | Ultima stagione | Totale |
| ------- | ----------------- | -------------- | --------- | --------------- | ------ |
| I       | Prima Divisione   | 1              | 1925-1926 | 1925-1926       | 13     |
| I       | Promozione        | 4              | 1953-1954 | 1988-1989       | 13     |
| I       | Eccellenza        | 8              | 1991-1992 | 2024-2025       | 13     |
| II      | Seconda Divisione | 2              | 1922-1923 | 1923-1924       | 7      |
| II      | Prima Divisione   | 1              | 1955-1956 | 1955-1956       | 7      |
| II      | Promozione        | 4              | 2018-2019 | 2021-2022       | 7      |
| III     | Seconda Categoria | 1              | 1990-1991 | 1990-1991       | 1      |
| IV      | Terza Categoria   | 1              | 1989-1990 | 1989-1990       | 1      |

### Partecipazione alle coppe
| Competizione                    | Partecipazioni | Debutto   | Ultima stagione | Totale |
| ------------------------------- | -------------- | --------- | --------------- | ------ |
| Coppa Italia                    | 6              | 1936-1937 | 2016-2017       | 6      |
| Coppa Italia Serie C            | 13             | 1981-1982 | 2001-2002       | 17     |
| Coppa Italia Lega Pro           | 2              | 2015-2016 | 2016-2017       | 17     |
| Coppa Italia Semiprofessionisti | 2              | 1972-1973 | 1980-1981       | 17     |
| Coppa Italia Serie D            | 11             | 2001-2002 | 2025-2026       | 11     |
| Poule Scudetto Dilettanti       | 3              | 1992-1993 | 2014-2015       | 3      |

## Tifoseria

### Storia
I primi gruppi di tifosi organizzati legati alla Maceratese nascono a metà degli anni settanta; il primo vero gruppo ultras si costituisce nel 1979 e assume la denominazione Boys. Ad essi si aggiunge nel giro di poco tempo il Nucleo Storico. Entrambi i gruppi si scioglieranno nel giro di due decenni, rispettivamente nel 1994 e nel 2002.
A seguito della dissoluzione dei Boys si costituisce la compagine Seconda Generazione e il gruppo Ultrà Rata, che assume la guida della curva durante la militanza della Maceratese in Serie C. Ad essi si aggiunge infine il gruppo Armata. Tutti i sodalizi si scioglieranno successivamente per motivi differenti: i Boys per varie divergenze intestine, gli altri a seguito dei vari daspo irrogati agli aderenti.
Nel 1998 si costituisce il gruppo Armata 1998, che riprende il linguaggio degli Ultrà Rata e professa un'ideologia politica moderatamente di sinistra. I numerosi daspo irrogati agli aderenti condurranno nel 2009 al suo scioglimento.
A partire dagli anni 2010 pertanto la curva maceratese (denominata Just in memoria di uno dei fondatori del gruppo Boys) non presenta una sigla di riferimento, ma alcune "pezze" rappresentanti le varie anime che la compongono, legate a gruppi passati o a quartieri cittadini.
Nel 2015, a seguito del ritorno della Maceratese nei campionati professionistici, la curva Just decide di non sottoscrivere la tessera del tifoso (che consente di seguire senza limitazioni le gare in trasferta e di sottoscrivere l'abbonamento per le gare casalinghe). Fanno eccezione due gruppi organizzati basati in gradinata, i 40+ e il Gruppo Vergini, che accettano la fidelizzazione e seguono la squadra sia in casa che in trasferta.
Nell'estate 2016 anche gli ultras della curva decidono di sottoscrivere la tessera del tifoso per seguire la propria squadra del cuore anche in esterna, pur continuando a professare contrarietà a tale strumento e disappunto per le limitazioni poste alle trasferte dei tifosi.
Successivamente al fallimento societario avvenuto nel 2017 e la successiva rifondazione del 2018, la Curva Just decise di non seguire più la squadra. Questo ha comportato una totale assenza del tifo sulla gradinata dello Stadio Helvia Recina nelle stagioni 2018/2019 e 2019/2020, nelle quali la Maceratese ha giocato in Promozione Marche, Girone B.
Successivamente al ritorno in Eccellenza Marche nel 2022, la vecchia Curva Just, insieme a delle nuove leve, decide di riunirsi ritornando ad essere presente in ogni partita della nuova Maceratese.

### Gemellaggi e rivalità
La tifoseria della Maceratese è gemellata con quella del Mestre, legame nato nella stagione 1980-1981 quando la gara tra le due compagini fu rinviata per neve. Le due tifoserie fraternizzarono e si diedero appuntamento per la gara di recupero, poi per quella di ritorno. Nella stagione 1996-1997 nasce l'amicizia con i supporters della Massese, ancora molto sentita da ambo le parti con vicendevoli visite.. Più recente è l'amicizia con la curva del Siena e con i ragazzi di Castelfidardo.
Nella seconda metà degli anni '80 era nata un'amicizia con la tifoseria del Trani, mentre nella stagione 1992-1993 si strinse analogo legame con la curva della Viterbese, quest'ultimo durato fino ai primi anni 2000. Infine nel 2015 era sorta un'amicizia con gli ultras dell'Isernia. Tutti i rapporti si sono persi con il passare degli anni, anche se rimane rispetto reciproco.
La rivale storica è la Civitanovese, con cui si registrano tafferugli sin dagli anni '50; l'astio si è poi intensificato negli anni '80 e '90 dove a gli scontri fanno riscontro diversi DASPO da ambo le parti. Altre rivali storiche sono la Fermana , il Tolentino e  la Jesina con le quali si ricordano accese sfide sin dagli anni 70. Con le corregionali di Fano e Vis Pesaro la rivalità è nata negli anni '90 quando i club si sono incrociati nella vecchia Serie C2, mentre con la Sambenedettese l'astio nasce dall'amicizia degli adriatici con la curva civitanovese. Fuori regione le rivalità più sentite oppongono i tifosi della Rata a quelli di Foligno, Teramo, Rimini, Arezzo e Termoli.. Altri rapporti non amichevoli intercorrono con Giulianova, L'Aquila e Chieti